# SK렌터카
SK렌터카 주식회사(영어: SK RENT-A-CAR)는 대한민국의 렌터카 업체로, SK네트웍스의 이전 자회사이다. 또한 롯데렌탈에 이어 대한민국 렌터카 시장 점유율 2위 사업자이기도 한다.

## 역사 및 현황
- 1988년 6월 3일: 회사 설립